# Sd.Kfz. 301 Borgward IV
De Sd.Kfz. 301 Borgward IV was een licht bepantserd Duits voertuig uit de Tweede Wereldoorlog. Het doel van het voertuig was om zware explosieven met een gewicht van 500 kg naar een doel te rijden. Daar werden de explosieven gedropt, waarna het voertuig terug reed. Als het voertuig een veilige afstand bereikt had, werden de explosieven tot ontploffing gebracht.

## Ontwikkeling
De Sd.Kfz. 301 Borgward IV werd vanaf oktober 1941 ontworpen door Borgward. Het voertuig werd bestuurd door één bemanningslid. Het voertuig kon ook op afstand bestuurd worden, zodat het bemanningslid niet in gevaar werd gebracht. Het voertuig was gebaseerd op de Munitionsschlepper VK301.
Er werden drie versies ontwikkeld, de A, B en C. A en B hadden enkel wat verschillen in de dikte van de bepantsering en de B had verbeterde besturing op afstand. De C versie werd meer aangepast. Het voertuig werd van meer bepantsering voorzien en het aantal pantserplaten werd verminderd, zodat het productieproces sneller kon verlopen. Door het extra pantser werd het voertuig uiteraard zwaarder, daarom werd er een krachtigere motor geplaatst. De bestuurder moest in plaats van aan de rechterkant aan de linkerkant plaatsnemen.
De allerlaatste wijziging werd uitgevoerd aan het einde van de oorlog door zes raketwerpers te installeren aan de zijkanten van het voertuig. De raketwerpers waren van het type Pz B 54, ook wel Panzerschrek genoemd. Enkele tientallen van deze versie werden gebouwd en gebruikt tijdens de Slag om Berlijn.